# Micrurus putumayensis
Micrurus putumayensis é uma espécie de cobra-coral, um elapídeo do gênero Micrurus. Coral bicolor de porte médio, medindo entre 60 e 70 cm (máximo de 80 cm). Cabeça de cor preta com anel amarelo próximo ao pescoço e amplos anéis amarelos separados por anéis pretos. Ocorre no sudeste da Colômbia, noroeste do Brasil e Peru.